# Playground Games
Playground Games est un studio de développement de jeux vidéo basé à Royal Leamington Spa en Angleterre et racheté par Xbox Game Studios en 2018.

## Historique
Le studio a été créé en 2009 par d'anciens employés de chez Codemasters, Bizarre Creations et de plusieurs autres studios d'envergure mondiale. Le premier projet du studio, Forza Horizon, est développé en collaboration avec Turn 10 Studios, le studio à l'origine de la franchise Forza Motorsport. Le jeu sort le 23 octobre 2012 sur Xbox 360.
Le 10 juin 2018, lors de la conférence Xbox de Microsoft à l’E3 2018, Phil Spencer annonce le rachat de Playground Games, rattaché à la branche Microsoft Studios. Il annonce également le même soir que le studio travaille sur un nouveau jeu en monde ouvert.
Le 23 juillet 2020, Microsoft dévoile que Playground Games est chargé du développement d'un nouvel opus dans la série Fable, dont la sortie est prévue pour une date indéterminée sur Xbox Series et sur PC.
Le 9 juin 2024, lors de la conférence Xbox, Playground Games présente à nouveau Fable, avec cette fois-ci du gameplay et une date de sortie annoncée pour 2025.

## Jeux développés
| Titre           | Année | Genre       | Plateforme                          | Éditeur           |
| --------------- | ----- | ----------- | ----------------------------------- | ----------------- |
| Forza Horizon   | 2012  | Course      | Xbox 360                            | Microsoft Studios |
| Forza Horizon 2 | 2014  | Course      | Xbox 360 et Xbox One                | Microsoft Studios |
| Forza Horizon 3 | 2016  | Course      | Xbox One et Windows 10              | Microsoft Studios |
| Forza Horizon 4 | 2018  | Course      | Xbox One, Xbox Series et Windows 10 | Microsoft Studios |
| Forza Horizon 5 | 2021  | Course      | Xbox One, Xbox Series et Windows 10 | Xbox Game Studios |
| Fable           | 2026  | Jeu de rôle | Xbox Series et Windows 10           | Xbox Game Studios |

Turn 10 et Playground Games se soutiennent mutuellement pour le développement de la série Forza.